# Seleção Romena de Futebol Feminino

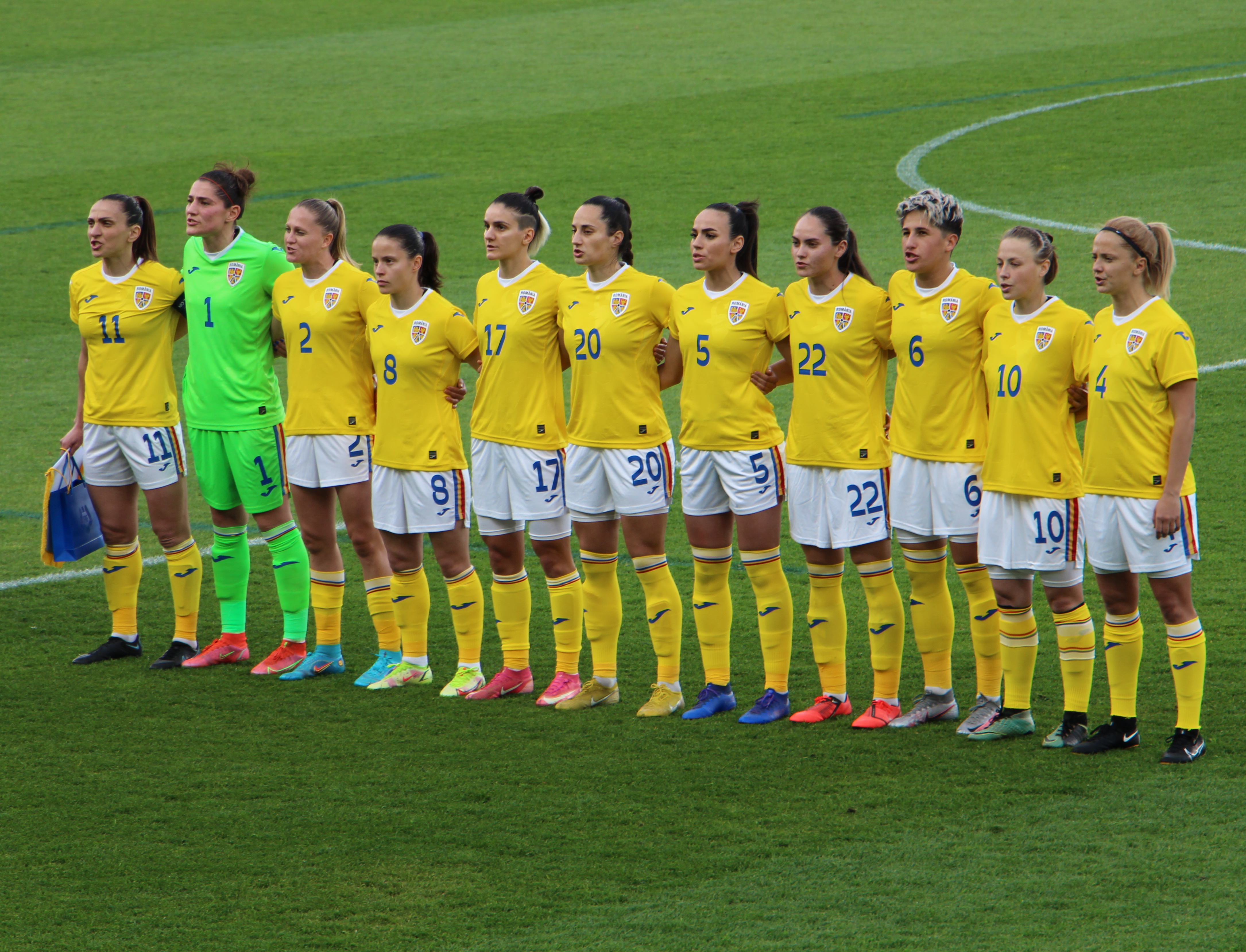
Seleção Romena de Futebol Feminino

A Seleção Romena de Futebol Feminino representa a Romênia no futebol feminino internacional. 